# Pražský ilustrovaný zpravodaj
Pražský ilustrovaný zpravodaj (dobovým pravopisem Pražský illustrovaný zpravodaj) byl prvorepublikový a protektorátní český ilustrovaný časopis, který vycházel v letech 1920-1945.

## Vznik časopisu
Pražský ilustrovaný zpravodaj vydával od roku 1920 nakladatelský koncern Melantrich. Nakladatelství bylo ovládáno Československou stranou národně-socialistickou.
První číslo Pražského ilustrovaného zpravodaje vyšlo 2. prosince 1920. Jednalo se o první český časopis, který se plně orientoval na informování pomocí fotografie. Reprodukce fotografií sice přinášely české časopisy již koncem 19. století, jejich role v Pražském ilustrovaném zpravodaji však byla výrazně jiná. 
Současně bývá Pražský ilustrovaný zpravodaj označován za první československý bulvární časopis.
Souběžně byla vydávána moravská mutace Moravský ilustrovaný zpravodaj, která se odlišovala pouze zprávami z Moravy.

## Osobnosti Pražského ilustrovaného zpravodaje
- Jan Morávek (spisovatel, 1888–1958) v letech 1924-1940 byl šéfredaktorem Pražského ilustrovaného zpravodaje. Je známý především jako autor úspěšných románů z Posázaví (Zpáteční voda aj.); byl také šéfredaktorem časopisu Hvězda československých paní a dívek.[5]
- Emil Vachek (spisovatel, 1889–1964), přispíval sloupky
- Jan Vrba (spisovatel, 1889–1961), román na pokračování (Slunečná ves)
- Franta Kocourek (rozhlasový reportér, novinář, zahynul v Birkenau, 1901–1942), sloupky
- Hugo Boettinger (výtvarník, 1880–1934), titulní stránky pod přezdívkou Dr. Desiderius[6]
- Karel Vaněk (novinář, spisovatel 1887–1933), známý pokračováním Osudů dobrého vojáka Švejka, přispíval drobnějšími články

## Rozmach a konkurence
Nejvýznamnější konkurent Pražského ilustrovaného zpravodaje - Pestrý týden - začal vycházet až od 2. listopadu 1926. V porovnání s Pestrým týdnem - byl Pražský ilustrovaný zpravodaj orientovaný na "čtivější" druh informací; přitom shodně obsahoval významný podíl reportážních fotografií.
Nedílnou součástí byla inzertní část Malý oznamovatel a Koutek humoru. Na atraktivnosti přidávala časopisu barevná obálka. Podle Časopiseckého katalogu Rudolfa Mosse pro rok 1929 vycházel Pražský ilustrovaný zpravodaj nákladem 140 000 výtisků, Pestrý týden 100 000 kusů. K větší atraktivnosti časopisu přispívala i prodejní cena.V roce 1938 stál Pražský ilustrovaný zpravodaj při 18 stranách 80 haléřů, Pestrý týden stál (s podobným rozsahem, ale kvalitnějším tiskem) tři koruny.
Další tehdejší časopisy masových vydání byly zaměřeny na ženskou klientelu (Hvězda československých paní a dívek a List paní a dívek. Zpočátku (od prosince 1925) vycházela Hvězda v nákladu přes 100 000 výtisků týdně, později až 240 000. 

## Zánik časopisu
Poslední číslo Pražského ilustrovaného zpravodaje vyšlo 3. května 1945. Zásluhou ředitele Melantrichu Jaroslava Šaldy se periodika vydávaná Melantrichem nepropůjčila ke kolaboraci v míře větší, než nutné. Přesto nebylo vydávání Pražského ilustrovaného zpravodaje po osvobození obnoveno.